# Electiehoroscoop
Een electiehoroscoop, ook wel bekend als gebeurtenishoroscoop, is een horoscoop die ‘getrokken’ wordt met de bedoeling het gunstigste tijdstip uit te zoeken om een actie te ondernemen of om iets te beginnen. Het kan gaan om een verhuizing, een reis, een ontmoeting, een deelname aan een wedstrijd of wat dan ook. De methode die de astroloog daarbij hanteert vertoont veel overeenkomsten met de uurhoekhoroscoop. Uurhoekastrologie wordt dan ook als een onderdeel gezien van de meer gecompliceerde electieastrologie.
Eelectieastrologie is een van de oudste vormen van astrologie en werd in de oudheid gebruikt bij het zoeken naar het meest geschikte tijdstip voor een veldslag. Een rudimentaire vorm van electieastrologie kenden de Babyloniërs reeds omstreeks de 16e eeuw v.Chr. Deze en andere vormen van Babylonische astrologie werden doorgegeven aan de Perzen, Egyptenaren en Indiërs. (Zie het artikel Westerse astrologie en Vedische astrologie voor meer informatie). De 9e-eeuwse moslimastroloog Albumazar (geboren in 787) had bij tijdgenoten een sterke reputatie als electieastroloog. Bekende 17e-eeuwse Engelse astrologen die deze methodes gebruikten waren William Lilly en William Ramesey.

## Praktijk
Bij het maken van een electiehoroscoop brengt een cliënt de astroloog op de hoogte van een geplande actie. Voor die gebeurtenis zoekt de astroloog dan de meest geschikte datum en tijd om het evenement te laten plaatsvinden. Zijn methode is gebaseerd op de klassieke astrologische regels waarbij sommige planeten en de hoeken (aspecten) die zij onderling maken als gunstig of ongunstig worden gezien. Mars en Saturnus zouden bijvoorbeeld een ongunstige invloed uitoefenen, terwijl de goedaardige planeten Venus en Jupiter gelukkige omstandigheden voorspellen. Maken deze planeten echter een vierkant of oppositie met elkaar of - nog erger - met een "malafide" planeet - dan is dit een ongunstig teken. Net als bij een uurhoekhoroscoop spelen met name de huizen en hun 'huisheren' een bijzonder belangrijke rol. Verder speelt ook de positie van vaste sterren een rol, net zoals bijvoorbeeld in de uurhoekastrologie het geval is. Wat de astroloog in feite doet is voor verschillende tijdstippen een horoscoop maken, waarna aan het meest gunstige resultaat de voorkeur wordt gegeven. Veel astrologen gebruiken daarbij ook de geboortehoroscoop van de vrager. Door een andere locatie te zoeken voor de gebeurtenis zal ook de horoscooptekening veranderen. Dit kan een manier zijn om een minder gelukkige constellatie te ‘ontvluchten’ en een geschiktere plaats te zoeken voor een geplande actie. 
Verwante vormen van electieastrologie zijn uurhoekastrologie en mundaanastrologie, die alle gebruikmaken van dezelfde fundamentele regels voor interpretatie van de elementen waar de horoscoop uit bestaat.